# 霍華德森特鎮區 (愛荷華州霍華德縣)
霍華德森特鎮區（英語：Howard Center Township）是位於美國愛荷華州霍華德縣的一個行政鎮區。

## 地方資料
根據2010年美國人口普查的數據，霍華德森特鎮區的面積為99.76平方千米，當中陸地面積為99.74平方千米，而水域面積為0.02平方千米。當地共有人口232人，而人口密度為每平方千米2.33人。